# Zeysky (huyện)
Huyện Zeysky (tiếng Nga: Зе́йский райо́н) là một huyện hành chính tự quản (raion), của Tỉnh Amur, Nga. Huyện có diện tích 86712 km², dân số thời điểm ngày 1 tháng 1 năm 2000 là 23800 người. Trung tâm của huyện đóng ở Zeya.